# Burna-buriaš II.
Der kassitische König Burna-buriaš II. (Burna-Buriasch,  mBur-na Bu-ri-ia-aš) regierte von 1359 bis 1333 v. Chr. als König von Babylonien. Burna-buriāš führte, wie sein Vater Kadašman-Enlil I. und Großvater vor ihm den Titel „König der Gesamtheit“ (šar kissati). Das erste Regierungsjahr von Burna-buriāš II. fällt auf das 33. Regierungsjahr von Amenophis III.

## Burna-buriāš und Mitanni
Als Prinz Šattiwazza von Mittani, der Sohn Tušrattas, von dem Usurpator Artatama vertrieben wurde, flüchtete er mit 200 Streitwagen unter der Führung des Generals Aki-Teššup nach Süden. Burna-buriāš verweigerte ihm jedoch die Unterstützung.

## Burna-buriāš II. und Ägypten
Burna-buriāš II. war ein Zeitgenosse der ägyptischen Könige Echnaton und Tutanchamun.
Aus den Amarna-Briefen kann erschlossen werden, dass die Beziehungen beider Staaten zunächst freundlich waren. Amenophis III. war mit einer Schwester Kadašman-Enlils verheiratet. Burna-buriāš II. beklagte allerdings den Geiz des Pharaos Ni-ip-ḫu-ur-ri-ri-ia und die schlechte Behandlung der Boten. Es wurde ausgemacht, dass Burna-buriāš seine Schwester nach Ägypten senden solle, damit diese den Pharao heirate. In einem weiteren Brief beschwert sich Burna-buriāš, dass nur fünf Wagen aus Ägypten gekommen seien, um die Prinzessin abzuholen, was unter ihrer Würde und ihrem Stand sei. Die Heirat kam wohl aber doch zustande und beide Könige tauschten Geschenke aus. Die Beziehungen zu Ägypten kühlten deutlich ab, als Tutanchamun und der assyrische König Aššur-uballiṭ Gesandte austauschten. Burna-buriāš versuchte, einen diplomatischen Kontakt zwischen Aššur und Ägypten zu verhindern. In einem Brief an Tutanchamun (EA 9) bezeichnet er die Assyrer als seine Untertanen (dāgil pāni) und fordert den König auf, ihre Gesandten, die nur auf Profit aus seien, mit leeren Händen zurückzuschicken. Er verweist dabei auf die lange Freundschaft zwischen Babylonien und Ägypten. So habe sein Ahnherr Kuri-galzu I. es abgelehnt, aufständische Kanaanäer gegen „seinen Bruder“, den König von Ägypten zu unterstützen. Assyrien wurde in dieser Zeit immer bedeutender und wurde wohl auch zur Gefahr für Babylon, obwohl die Babylonier dieses Reich zunächst noch als Teil ihres eigenen ansahen. Die Assyrer konnten nach der Rebellion gegen Kara-Hardaš, einem Enkel von Aššur-uballit I. und einem Sohn von Burna-buriāš II. sogar einen eigenen König auf den babylonischen Thron setzten, Kuri-galzu II. Nach dem Tod von Aššur-uballit wandte sich dieser allerdings gegen Assur.
Außer den Briefen Burna-buriāš's an Amenophis III., Amenophis IV. und Tutanchamun liegt auch ein Schreiben vor (EA 12), das eine Prinzessin (ma-rat šarri) an ihren Herrn (mbé-lí-ia) richtet, in dem die Götter des Burna-buriāš erwähnt werden.

## Weitere Auslandsbeziehungen
Aus einer neo-babylonischen Urkunde, die sich heute im Pergamon-Museum befindet, erfahren wir, dass eine weitere Tochter von Burna-buriāš II. mit dem elamitischen Herrscher Untaš-Napiriša verheiratet war. (vgl.: Napir-Asu). Untaš-Napiriša weihte eine Statue des Gottes Immirija für seinen Schwiegervater. Sie wurde in Tschoga Zanbil gefunden. Diese Heirat setzt eine Tradition fort, die vielleicht bereits Kuri-galzu I. begonnen worden war, dessen älteste Tochter den elamitischen Herrscher Paḫir-Iššan geheiratet hatte.
Aus zwei Texten aus Nippur geht hervor, dass ein gewisser Ili-ippašra der kassitische Statthalter in Dilmun war. Er schickte diese Briefe an Illilija oder Enlil-kidinni, den Statthalter von Nippur unter Burna-buriaš II. und Kuri-galzu II. Ein dritter Brief ist sehr schlecht erhalten. Ein Siegel im Britischen Museum gehörte Uballissu-Marduk, Urenkel des Usiananuri sakkanakku von Dilmun und belegt die kassitische Herrschaft über die Insel, ist aber nicht genauer zeitlich einzuordnen.

## Bauten
Nach einer sumerischen Ziegelinschrift aus Larsa restaurierte Burna-buriāš den Ebabbar des Šamaš. Eine weitere fragmentarische Ziegelinschrift stammt aus Nippur und erwähnt Enlil, bezieht sich also vermutlich auf Bauarbeiten an dem E.KUR Tempel. Inschriften von Nabonid erwähnen Bauarbeiten am Temenos des Ebabbar in Sippar durch Burna-buriāš.
Eine Bauinschrift bei Qalʿat al-Bahrain (Dilmun) kann Burna-buriāš II. zugewiesen werden und belegt seine dortige Bautätigkeit.

## Beamte
- Illi-lija (Enlil-kidinni) ist unter Burna-buriāš II und Kurigalzu II. als Statthalter von Nippur belegt.
- Ili-ippašra war vermutlich Statthalter von Dilmun.
- ša rešī: Adad-Ašabi (nach einem Siegel)
- ša rešī: Kidin-Marduk (nach einem Siegel aus Theben).
- Ein gewisser Uzi-Šugab nennt sich auf seinem Siegel Diener des Burna-buriāš